# Anna Raadsveld
Anna Raadsveld (* 22. Mai 1990 in IJlst, Provinz Friesland) ist eine niederländische Schauspielerin.
2010 spielte sie die Hauptrolle im Fernsehfilm Sweet Desire – Süßes Verlangen. 2015 war sie Hauptdarstellerin in der TV-Serie Goedenavond dames en heren, des Senders Omroep MAX.
Zwischen 2010 und 2014 studierte Raadsveld an der Schauspielschule Maastricht (Toneelacademie Maastricht) und schloss mit der Show De Meeuw von Tsjechov ab.

## Filmografie
- 2007: Timboektoe – Annabel
- 2008: De Daltons, de jongensjaren
- 2008: De fuik – Andrea
- 2008: Terugweg
- 2008: Roes – Leslie
- 2008: De Daltons, de jongensjaren – Klaske
- 2010: Sweet Desire – Süßes Verlangen – Belle
- 2011: Overspel – Rosie
- 2012: Bowy is inside
- 2013: Smoorverliefd – Anna
- 2013: Hoe duur was de suiker – Elza
- 2014: Moordvrouw – Stella Nanninga – vriendin Vera
- 2015: Goedenavond dames en heren – Ietje van Dijk
- 2016–2017: Riphagen – Betje Wery
- 2017: B.A.B.S. – Laura
- 2018: Get Lost – Fem[1]
- 2019: Oogappels
- 2019 De Weg Naar Verandering
- 2014–2019: De vloer op